# Infinito (Stapledon)
Infinito (titolo originale: Last and First Men, letteralmente Gli ultimi e i primi uomini) è un romanzo di fantascienza del 1930, la prima opera narrativa dello scrittore e filosofo inglese Olaf Stapledon.
L'opera consiste nella narrazione della storia ed evoluzione futura dell'umanità in un arco di tempo di due miliardi di anni, attraverso diciotto consecutive specie umane, delle quali quella attualmente esistente è la prima. La storia è narrata dal punto di vista di un umano del remoto futuro che si mette in contatto mentale con lo scrittore.

## Le umanes da attuales e dal futuro

### Sulla Terra
Primi Uomini: la specie umana attualmente esistente. Viene descritta la storia dal 1930 in avanti (oggi in buona parte già smentita dagli avvenimenti storici reali), comprendenti molte guerre che dilaniano l'Europa, la cui popolazione alla fine viene sterminata da attacchi chimici e batteriologici americani. Segue una competizione per il dominio del mondo tra Cina e Stati Uniti, vinta da questi ultimi. Purtroppo, nello stato mondiale che segue, si diffondono solo gli aspetti peggiori della civiltà americana: viene fondato un culto del dinamismo mentre l'intelligenza degli uomini declina. Quando si esauriscono le riserve di carbone, nel VI millennio, la civiltà entra nel caos. Gli scienziati sono incapaci di riscoprire una forma di energia alternativa – che era stata inventata agli inizi del terzo millennio ed abbandonata perché poteva essere trasformata in una temibile arma – e l'umanità regredisce nella barbarie.
Alcune 100 millenni dopo, in Patagonia nasce una nuova civiltà di uomini poco emotivi. Essi sviluppano una tecnologia abbastanza avanzata e riscoprono la forma di energia dimenticata, ma a causa di un incidente la reazione esce dal controllo, distrugge l'intera civiltà e sconvolge il clima terrestre. Gli unici esseri umani a salvarsi sono i membri di una spedizione diretta verso il Polo Nord. Dopo questo avvenimento, i Primi Uomini non producono più alcuna civiltà di rilievo.
Secondi Uomini: compaiono circa dieci milioni di anni nel futuro. Sono più alti e longevi dei Primi Uomini, vita di 190 anni, vedono anche in parte della regione infrarossa ed hanno un cervello più grande. Essendo più intelligenti e capaci di miglior comprensione del prossimo rispetto alla specie precedente, hanno le potenzialità per fondare una civiltà molto più evoluta, ma il loro sviluppo viene bloccato da un'invasione di nuvole senzienti e telepatiche provenienti da Marte. Nonostante i marziani vengano alla fine sconfitti, le loro molecole si disperdono nell'ambiente terrestre e risultano tossiche per i Secondi Uomini, che declinano.
Terzi Uomini: compaiono 40 milioni di anni nel futuro umanoidis minuti e dai lineamenti felini, con sei dita per mano e grandi orecchie, molto dotati per la musica e la biologia. Nella loro storia sorgono e muoiono numerose civiltà, l'ultima delle quali decide di creare con l'ingegneria genetica una specie che sviluppi al massimo grado ciò che distingue l'umanità dagli animali: l'intelligenza.
Quarti Uomini: cervelli giganti privi di corpo, alloggiati in edifici che fungono da scatola cranica. Sono creature potenzialmente eterne, estremamente intelligenti e logiche ma prive di emozioni, capaci di comunicare telepaticamente poiché incorporano molecole marziane. Convivono con i loro creatori, i Terzi Uomini, che vengono in breve sottomessi e ridotti al ruolo di servitori. I cervelli giganti si dedicano alla ricerca scientifica, ma, capendo che la loro mancanza di corpo e di emozioni li priva di parte della comprensione dell'universo, decidono di creare una specie che non abbia questi limiti. La nuova specie, intelligentissima ma incompresa dai suoi creatori, non tarda a ribellarsi ai Quarti Uomini e a distruggerli.
Quinti Uomini: la quinta specie umana ha di nuovo un corpo, che assume proporzioni colossali (sono alti il doppio dei Primi Uomini) per sostenere un cervello enorme. I Quinti Uomini hanno sei dita per mano, l'ultima delle quali si divide in altre dita più piccole per la manipolazione fine; sono dotati di capacità telepatiche grazie alle molecole marziane e hanno una vita media di circa 3 000 anni, che riescono a prolungare scientificamente fino a 50 000. Nel corso di centinaia di milioni di anni raggiungono un livello di civiltà superiore a quello di tutte le specie precedenti, scoprendo persino come mettersi in contatto mentale con il passato, ma la loro attività intellettiva modifica l'effetto della gravità terrestre – a causa di una legge fisica finora sconosciuta – e fa sì che la luna minacci di cadere sul pianeta. Ai Quinti Uomini non resta che trasferirsi su Venere, unico altro pianeta abitabile del Sistema Solare, dove arricchiscono di ossigeno l'atmosfera con un processo di terraformazione ed entrano in conflitto con gli indigeni, esseri acquatici intelligenti a forma di pesce. La guerra tra le due specie si conclude con il genocidio dei venusiani.

### Su Venere
Sesti Uomini: nascono dalla degenerazione della specie precedente, che rigetta le molecole marziane e sopravvive a stento sul nuovo pianeta poiché la terraformazione non è stata efficace. L'intelligenza e la statura degli uomini diminuiscono, e nel corso di centinaia di milioni di anni la specie umana si divide in varie sottospecies.
Settimi Uomini: detti anche Uomini Volanti, sono una specie piccola e alata. Stapledon descrive accuratamente l'effetto del volo sulla psicologia di questi esseri umani e la sensazione di libertà e spensieratezza che provano mentre stanno volando: questa razza domina per milioni di anni il pianeta. Alla fine, a causa del diffondersi di una malattia, nella loro comunità viene allevata una casta di scienziati con ali atrofizzate allo scopo di trovare una cura. Questi scienziati, invidiosi dei loro simili volanti, li distruggono – decretando la fine della specie – e creano una nuova razza con l'ingegneria genetica.
Ottavi Uomini: esseri robusti, con la testa allungata e dotati per la meccanica. Circa un miliardo di anni nel futuro, scoprono che una nube di gas sta per collidere con il Sole e ne provocherà l'aumento della temperatura: decidono allora di colonizzare Nettuno, agendo sul pianeta con il terraformazione ed adattandosi geneticamente alle sue condizioni.

### Su Nettuno
Noni Uomini: creati per colonizzare Nettuno, sono una versione nana degli Ottavi Uomini (le piccole dimensioni li aiutano a sopportare la maggiore gravità). Non essendo perfettamente adattati al loro ambiente, la loro civiltà crolla in poco tempo. I loro discendenti si evolvono e si diversificano in numerose specie animali che popolano il pianeta.
Dai Decimi ai Diciassettesimi Uomini: le specie umane che si evolvono su Nettuno vengono trattate fuggevolmente. Nel corso di circa un miliardo di anni si evolve di nuovo l'intelligenza e l'umanità supera il livello di civiltà che aveva raggiunto sulla Terra. Da un certo punto in avanti ogni specie è creata dalla precedente con l'ingegneria genetica e il corpo viene via via perfezionato: per esempio viene reintrodotta le telepatia – basata stavolta su molecole diverse che non causano rigetti – e il numero di occhi è portato a cinque, di cui quattro che permettono una visione a 360° e un quinto “occhio astronomico” che punta verso il cielo.
Ultimi Uomini: la diciottesima e ultima specie umana, situata due miliardi di anni nel futuro, è la più progredita scientificamente e spiritualmente. Molto più grandi dei Primi Uomini nonostante l'alta gravità, hanno lineamenti estremamente variabili, al punto da sembrare molte specie differenti, e la loro vita dura in media 250 000 anni. Abitano Nettuno, coltivano i poli di Urano per alimentarsi e hanno su Giove le loro stazioni radio e televisive (Saturno è andato distrutto nell'incidente che ha surriscaldato il Sole). È solo grazie al loro continuo intervento sulle orbite dei pianeti che si evitano catastrofi come quella dei Quinti Uomini. Tra le loro invenzioni ci sono abiti che permettono di volare e macchine che trasmettono informazioni direttamente al cervello. Possono fondere telepaticamente le loro menti in una “supermente” capace di percepire la musica del cosmo.
La loro civiltà perfetta, però, è minacciata da una catastrofe cosmica: una specie di malattia colpisce le stelle riscaldandole e facendo emettere loro radiazioni nocive. Il fenomeno colpisce anche il Sole e le radiazioni che questo produce fanno impazzire gli esseri umani. Il libro termina con la descrizione del declino definitivo dell'umanità, a cui non resta che tentare la panspermia guidata, nella speranza che la vita si sviluppi in un altro sistema solare.

## Successo e critiche
Sebbene Stapledon fosse sconosciuto quando la London Methuen pubblicò il libro nel 1930, l'immensità delle idee filosofiche in esso contenute lo resero un immediato successo di critica. L'originalità dell'opera e la fantasia dello scrittore furono lodati, tra l'altro, sul The Clarion, sul The Evening Standard e da Hugh Walpole sul The Book Society News. Anche Jorge Luis Borges si esprime molto positivamente su questo libro, in una recensione tradotta in italiano nel volume Testi prigionieri (1936-1940), Milano, Adelphi, 1998.
Lo sterminio dei venusiani, perpetrato durante l'esodo dei Quinti Uomini su Venere, è una parte controversa del libro. Vi è chi interpreta il passaggio come una giustificazione del genocidio se necessario per la sopravvivenza di una specie, mentre secondo i sostenitori di Stapledon l'autore voleva mostrare che, nonostante i numerosi progressi compiuti dall'umanità, questa non ha perso del tutto la sua brutalità primordiale.

## Opere derivate
Dal libro il regista islandese Jóhann Jóhannsson ha tratto il film del 2020 Last and First Men. Nel film non compaiono personaggi: una voce fuori campo (quella dell'attrice inglese Tilda Swinton recita brani del romanzo mentre vengono mostrate delle desolate strutture in cemento (i monumenti "Spoemenik" eretti in Jugoslavia dopo la Seconda guerra mondiale) che rappresentano le vestigia lasciate dalle varie specie umane.
L'opera ha ampiamente influenzato C. M. Kosemen nella creazione di All Tomorrows (2006), un'opera letteraria e grafica di evoluzione speculativa che ha goduto di una certa popolarità online, particolarmente a partire dall'estate del 2021.

## Edizioni
- (EN) Olaf Stapledon, Last and First Men, Methuen, 1930, ISBN 978-1-85798-806-2.
- Olaf Stapledon, Infinito, collana Oscar Fantascienza, traduzione di Antonio Ghirardelli, n. 82, Arnoldo Mondadori Editore, 1990, ISBN 88-04-32666-2.
- Olaf Stapledon, Infinito, collana Urania Classici, traduzione di Antonio Ghirardelli, introduzione  di Giuseppe Lippi, n. 238, Arnoldo Mondadori Editore, 1997, ISSN 1120-4966.
- Olaf Stapledon, Gli ultimi uomini, traduzione di Antonio Ghirardelli, revisione di Lorenza Collalti, Castelvecchi, 2014.
- Olaf Stapledon, Gli ultimi uomini, traduzione di Antonio Ghirardelli, Elliot, 2016.